# San Isidro (södra Atzalan kommun)
San Isidro är en ort i Mexiko.   Den ligger i kommunen Atzalan och delstaten Veracruz, i den sydöstra delen av landet, 220 km öster om huvudstaden Mexico City. San Isidro ligger 769 meter över havet och antalet invånare är 363.
Terrängen runt San Isidro är lite bergig, och sluttar norrut. Runt San Isidro är det ganska tätbefolkat, med 100 invånare per kvadratkilometer. Närmaste större samhälle är Tlapacoyan, 14,0 km nordväst om San Isidro. I omgivningarna runt San Isidro växer i huvudsak städsegrön lövskog.